# Revista Médica de Chile
Revista Médica de Chile es una revista científica revisada por pares que cubre aspectos de la medicina interna. Publicada por la Sociedad Médica de Santiago y su editor es Luis Michea. La revista fue fundada en 1872, y es la segunda publicación médica en español más antigua, que ha sido editada de forma ininterrumpida. Tiene una periodicidad mensual. 
La revista se resume e indexa en :
- Index Medicus - MEDLINE - National Library of Medicine.
- Current Contents - Clinical Medicine.
- Science Citation Index.
- Scopus.
- LILACS - Literatura Latino-Americana y del Caribe en Ciencias de la Salud.
- Chemical Abstracts.
- Current Citations (Computer File).
- Index Veterinarius.
- Nutrition Abstracts and Reviews, Series A: Human & Experimental.
- SciSearch (Online Database).
- Social Sciences Citation Index (Select Cov)
- Scientific Electronic Library Online - SciELO[1]

## Métricas de revista
2022
- Web of Science Group : 0.553
- Índice h de Google Scholar: 41
- Scopus: 0.562